# Britta Backlund
Britta Backlund (Vikarbyn, 7 marzo 1996) è una sciatrice di velocità svedese.

## Palmarès

### Mondiali
- 2 medaglie:
  - 1 oro (categoria S1 a Vars 2019)
  - 1 bronzo (categoria S1 a Vars 2023)

### Coppa del Mondo
- Vincitrice della Coppa del Mondo di sci di velocità categoria S1 nel 2019, nel 2020, nel 2021
- 36 podi:
  - 15 vittorie
  - 14 secondi posti
  - 7 terzi posti

#### Coppa del Mondo - vittorie
| Data             | Luogo          | Paese     | Categoria |
| ---------------- | -------------- | --------- | --------- |
| 13 febbraio 2019 | Salla          | Finlandia | S1        |
| 14 febbraio 2019 | Salla          | Finlandia | S1        |
| 9 marzo 2019     | Idre Fjäll     | Svezia    | S1        |
| 26 marzo 2019    | Vars           | Francia   | S1        |
| 12 aprile 2019   | Pas de la Casa | Andorra   | S1        |
| 1º febbraio 2020 | Vars           | Francia   | S1        |
| 13 febbraio 2020 | Salla          | Finlandia | S1        |
| 14 febbraio 2020 | Salla          | Finlandia | S1        |
| 5 marzo 2020     | Idre Fjäll     | Svezia    | S1        |
| 6 marzo 2020     | Idre Fjäll     | Svezia    | S1        |
| 7 marzo 2020     | Idre Fjäll     | Svezia    | S1        |
| 11 marzo 2021    | Idre Fjäll     | Svezia    | S1        |
| 13 marzo 2021    | Idre Fjäll     | Svezia    | S1        |
| 28 gennaio 2023  | Vars           | Francia   | S1        |
| 29 gennaio 2023  | Vars           | Francia   | S1        |

Legenda:

S1 = Speed One